# 亚磺酰甲烷
亚磺酰甲烷（又称氧化甲硫酮）是一种有机化合物，化学式为H2CSO。它是最简单的氧化硫酮（一般式为XY=SO的一类化合物）。IUPAC认为“sulfine”是过时术语，并将S-氧化硫酮”定为优先，但“sulfine”依然广泛出现在化学文献中。

## 取代氧化硫酮
母体氧化甲硫酮H2CSO非常不稳定，而其取代衍生物更容易分离出来。
第一个途径是烯酮合成的变体，其中亚磺酰卤与非親核鹼反应。例如，洋葱的催泪成分丙硫醛-S-氧化物由大蒜素根据以上方法产生.
另一个途径是氧化反应，比如硫代二苯基甲酮由二苯基亚磺酰甲烷的生产：
(C6H5)2C=S  +  [O]  →   (C6H5)2C=S=O

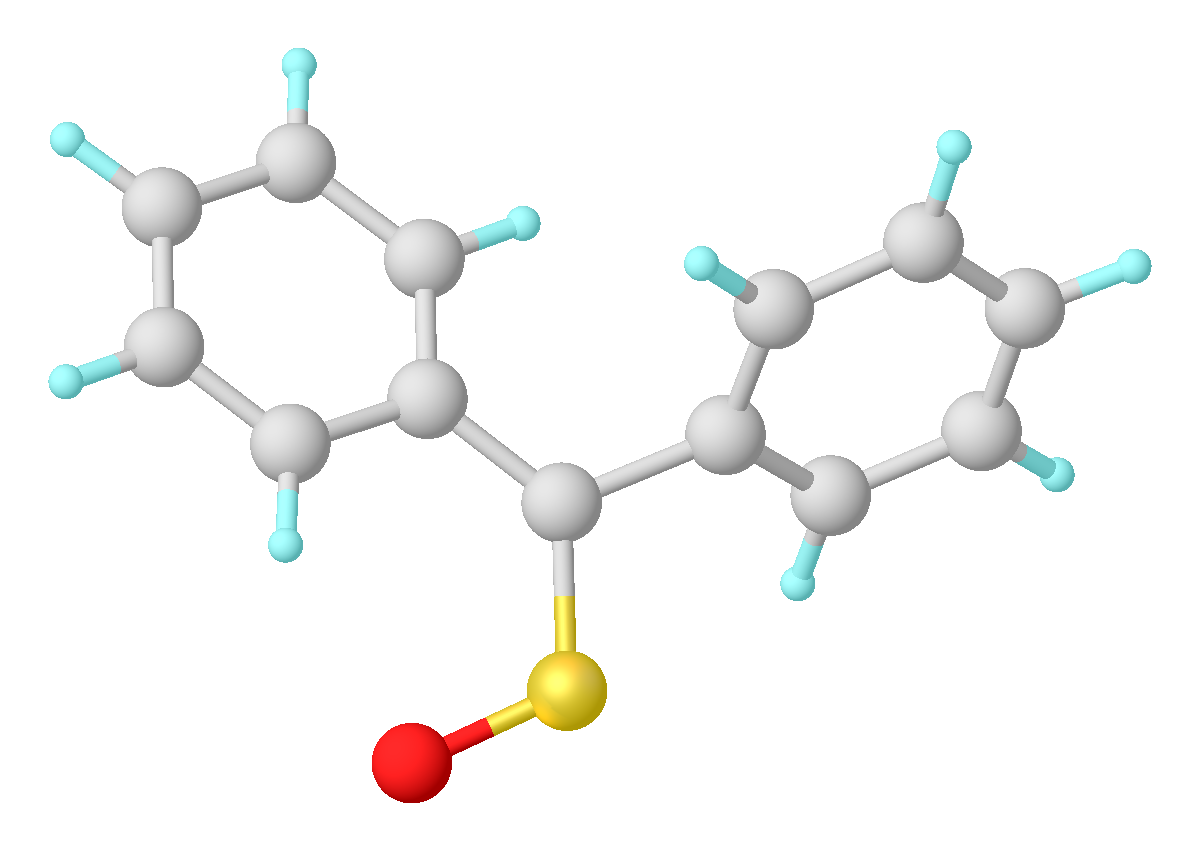
二苯基亚磺酰甲烷的结构。所选键长和键角：r_{S=O} = 1.468、r_{C=S} = 1.612 Å、<_{C=S=O} = 113.7°。